# La Califfa
La Califfa är en italiensk-fransk dramafilm från 1970 i regi av Alberto Bevilacqua.

## Rollista i urval
- Romy Schneider - Irene Corsini, "La Califfa"
- Ugo Tognazzi - Annibale Doberdò
- Marina Berti - Clementine Doberdò
- Massimo Farinelli - Giampiero Doberdò
- Guido Alberti - prästen
- Roberto Bisacco - Bisacco
- Massimo Serato - den misslyckade industrialisten
- Gigi Ballista - den framgångsrike industrialisten
- Enzo Fiermonte - fackföreningsmannen